# Флеймінг (нафтовидобування)
Спалювання у факелі — це спалювання горючих відхідних газів за допомогою газового факела, довгої труби з факельною головкою (пальником із запалювальним пристроєм) у верхній частині. Спалювання у факелі використовується переважно на об'єктах з виробництва нафти та природного газу, а також, меншою мірою, на нафтопереробних заводах, хімічних заводах та закладених сміттєзвалищах.

## Сфери застосування
Спалювання у факелі використовується там, де інші способи використання спалених газів здаються недоцільними або фінансово непривабливими з огляду на сучасні технології чи ринковий попит. Наприклад, матеріали, які не виробляються безперервно у фіксованих кількостях або виробляються лише у невеликих кількостях на промислових підприємствах, спалюються у факелі. Через зростання цін на енергоносії, де це можливо, робляться спроби використовувати такі матеріали для виробництва корисної енергії (наприклад, технологічної пари, електроенергії або електроенергії та тепла на теплоелектроцентралях).
Супутній газ, що утворюється під час видобутку нафти, спалюється, коли витрати на переробку та транспортування перевищують очікуваний дохід. Після аналізу поточних супутникових даних, Глобальне партнерство зі скорочення спалювання газу (GGFR) оголосило, що у 2017 році у світі було спалено 141 мільярд кубічних метрів попутного нафтового газу, що відповідає приблизно 3,8 відсотка світового видобутку природного газу того року (3 680,4 мільярда кубічних метрів). Незважаючи на незначне збільшення видобутку нафти, спалювання вперше з 2010 року зменшилося порівняно з попереднім роком. У 1990-х і 2000-х роках спалювання було ще вищим — від 150 до 170 мільярдів кубічних метрів, що відповідає приблизно 30 % споживання газу в Європейському Союзі.
Крім того, факельні системи також служать системами безпеки для швидкої декомпресії хімічних заводів у разі збоїв у роботі, наприклад, для запобігання потраплянню вуглеводнів або інших токсичних речовин незгорілими в атмосферу.
На біогазових установках спалювання служить альтернативним споживачем газу у разі виходу з ладу когенераційної установки.

## Інтернет-ресурси
- Flare and Vent Disposal Systems on PetroWiki
- International Petroleum Industry Environmental Conservation Association website
- International Association of Oil and Gas Producers website